# Свёнтек, Ига
И́га Наталья Свёнтек (пол. Iga Natalia Świątek [ˈiɡa ˈɕfʲɔntɛk]  (слушать)о файле; род. 31 мая 2001[…], Варшава) — польская теннисистка. Бывшая первая ракетка мира в одиночном разряде; победительница шести турниров Большого шлема в одиночном разряде; финалистка одного турнира Большого шлема в парном разряде (Открытый чемпионат Франции-2021); победительница одного Итогового турнира WTA (2023) в одиночном разряде; победительница 23 турниров WTA в одиночном разряде; финалистка United Cup (2024) в составе сборной Польши; бронзовый призёр Олимпийских игр (2024) в одиночном разряде. В юниорах — победительница одного турнира Большого шлема в одиночном разряде (Уимблдон-2018) и одного турнира Большого шлема в парном разряде (Открытый чемпионат Франции-2018).

## Общая биография
Отец — Томаш Свёнтек (род. 1964), участник Олимпийских игр 1988 года в соревнованиях по академической гребле. У Иги есть старшая сестра Агата, которая также занималась теннисом, но рано завершила карьеру из-за травм.
Несколько лет с ней работает молодой тренер Петр Сежпутовский и спортивный психолог Дария Абрамович.
Свёнтек — любительница кошек, у неё есть чёрная кошка по кличке Граппа. Она с удовольствием читает романы Кена Фоллета и слушает музыку. Перед матчами она слушает рок-музыку, особенно Pearl Jam, Pink Floyd, Red Hot Chili Peppers и AC/DC. В свободное время она слушает альтернативную музыку, джаз, соул и поп-музыку. Она также является поклонницей Тейлор Свифт, заявляя, что «когда я была моложе и немного запуталась в жизни, когда я была подростком, когда я слушала [Свифт], я не чувствовала себя одинокой. Кроме того, слушая её песни, я выучила английский язык. Так что она всегда была мне близка». В интервью Tennis Channel она назвала Микаэлу Шиффрин хорошим примером для подражания и сказала, что «очень уважает» её. Она также упомянула, что является поклонницей актрисы Сандры Баллок и её фильмов.

## Спортивная карьера

### 2016—2017
Свёнтек в 2016 году выиграла в составе Польши Кубок Федерации среди юниоров. Летом 2016 года победила Ольгу Данилович в финале Открытого чемпионата Канады среди юниоров, а затем одержала свою первую победу на взрослом турнире цикла ITF в Стокгольме в возрасте 15 лет. Затем она победила Марту Костюк в финальном матче юниорского турнира в Австралии в январе 2017 года, а месяц спустя завоевала титул, обыграв Мартину ди Джузеппе в Бергамо. Свёнтек пропустила семь месяцев после операции на правой лодыжке в 2017 году, а после вернулась на турниры ITF и юниорские турниры серии Большого шлема.

### 2018
В возрасте 17 лет Свёнтек и её партнерша Кэти Макнэлли обыграли Юки Найто и Нахо Сато в финале Открытого чемпионата Франции среди юниоров. Она также вышла в полуфинал юниорского одиночного разряда, но проиграла Макнэлли в трех сетах.

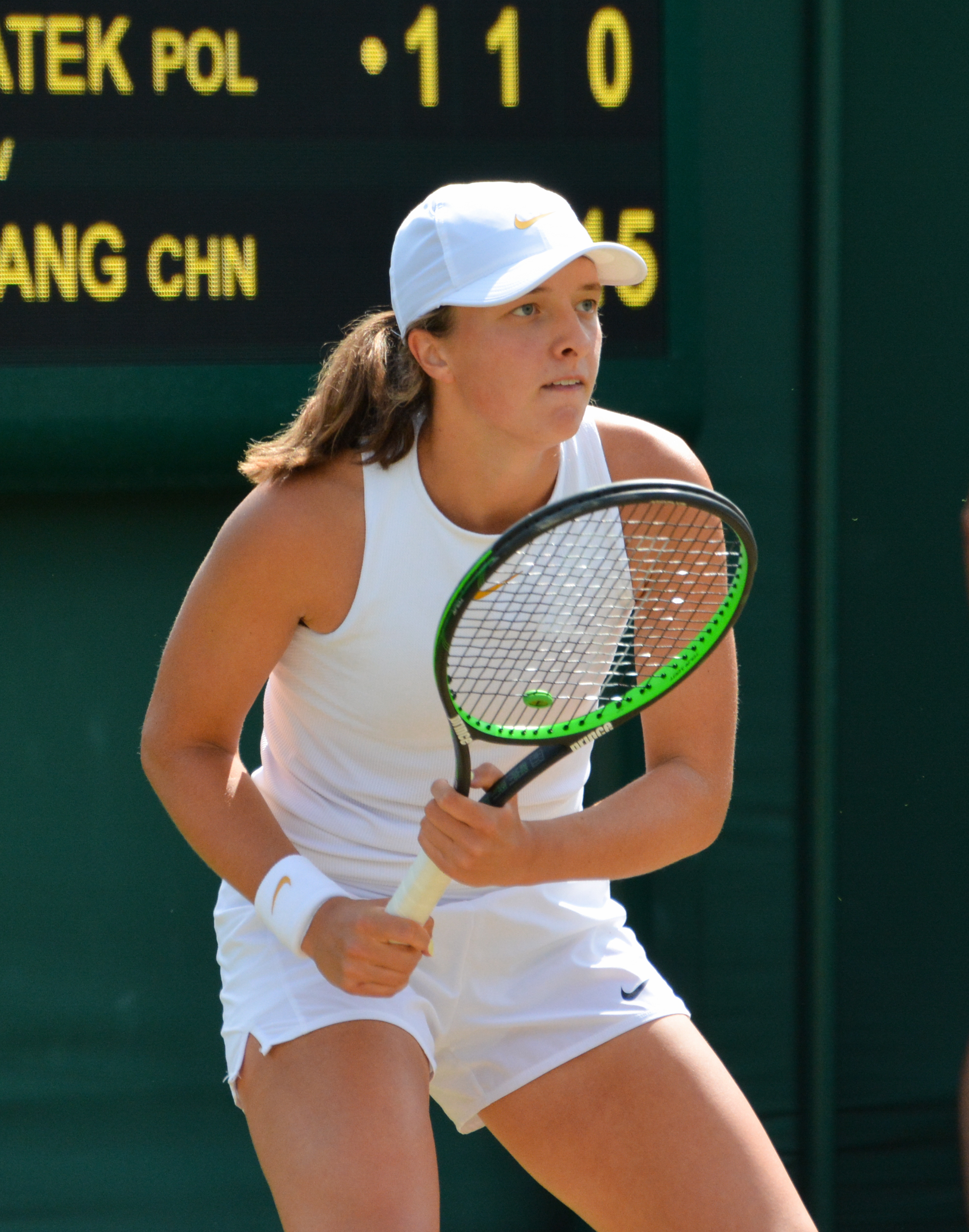
Ига на юниорском Уимблдоне 2018 года

14 июля 2018 года на Уимблдоне Свёнтек вышла в свой единственный финал юниорского турнира Большого шлема, в котором она победила швейцарку Леони Кюнг в двух сетах. Свёнтек стала четвёртой чемпионкой из Польши среди юниоров на Уимблдоне после Александры Ольши, Агнешки и Урсулы Радваньских.
Свёнтек выиграла последовательно два турнира в Будапеште и Монтрё, благодаря чему ей удалось войти в топ-200. Завершила юниорскую карьеру на юношеских Олимпийских играх 2018 года в Буэнос-Айресе, где выиграла золотую медаль в парном разряде с Кайей Юван из Словении, победив в финале Юки Наито и Нахо Сато из Японии. Она квалифицировалась на основе своего юниорского рейтинга и играла в одиночном, парном и смешанном парном разряде.
Свёнтек провела сильный сезон 2018 года, подняв свой рейтинг с 727 до 174 и выиграв четыре титула ITF. На конец года она была 186 в рейтинге WTA.

### 2019
Свёнтек начала сезон со своего первого турнира WTA в Окленде, где проиграла в финальном раунде квалификации. Она прошла через квалификацию на Открытый чемпионат Австралии и в первом раунде победила Ану Богдан в трёх сетах. Но во втором проиграла итальянке Камиле Джорджи.
В феврале Свёнтек пробилась во второй круг на Открытом чемпионате Венгрии. В апреле на турнире в Лугано Свёнтек в трёх сетах обыграла 3-ю сеянную Викторию Кужмову, благодаря чему вышла в свой первый четвертьфинал турнира WTA. Победа над 46-й ракеткой мира стала первой победой над топ-50 в карьере Свёнтек. Затем она победила восьмую сеяную Веру Лапко и Кристину Плишкову и вышла в свой первый финал турнира WTA. В финале она проиграла Полоне Херцог в трёх сетах. Благодаря этому успеху Свёнтек пробилась впервые в карьере в топ-100 рейтинга.
Следующим ошеломительным успехом Свёнтек стал выход в четвёртый раунд Открытого чемпионата Франции. Свёнтек стала вторым игроком, родившимся в 2000-х годах, кто дошёл до второй недели турнира Большого шлема — первой была Аманда Анисимова на Открытом чемпионате Австралии. Свёнтек проиграла действующей чемпионке Симоне Халеп в 4-м раунде.
На турнире в Вашингтоне Свёнтек вернулась после проигранного первого сета и обыграла Онс Жабёр в трёх сетах. Однако во втором раунде она проиграла будущей победительнице — Джессике Пегуле. Свёнтек продолжила добиваться успехов на Кубке Роджерса, где она победила Шелби Роджерс и Хезер Уотсон в квалификации, чтобы выйти в основную сетку. Она обыграла Каролин Возняцки во втором раунде. В третьем раунде проиграла Наоми Осаке. После успехов в Торонто Свёнтек сыграла в Цинциннати, где победила Каролину Гарсию за полтора часа, но затем уступила Анетт Контавейт в двух сетах.
На Открытом чемпионате США Свёнтек во втором круге проиграла 11-й ракетке мира Анастасии Севастовой из Латвии (6-3, 1-6, 3-6). После этого до конца сезона не выступала.

### 2020: победа на «Ролан Гаррос»
На Открытом чемпионате Австралии дошла до четвёртого круга, где проиграла в упорной борьбе Анетт Контавейт — 7-6(4), 5-7, 5-7.
На Открытом чемпионате США Свёнтек обыграла россиянку Веронику Кудерметову и американку Сачию Викери, но в третьем круге уступила будущей финалистке Виктории Азаренко (4-6, 2-6).
На Открытом чемпионате Франции, который проходил осенью из-за пандемии COVID-19, Свёнтек стала главным открытием турнира. Перед началом турнира 19-летняя полька стояла на 54-м месте в мировом рейтинге. В первом круге она уверенно обыграла 15-ю сеянную Маркету Вондроушову (6-1, 6-2). Во втором круге полька разгромила Се Шувэй (6-1, 6-4), а в третьем разобралась с Эжени Бушар (6-3, 6-2). В четвёртом круге Свёнтек сенсационно разгромила первую сеянную и главную фаворитку турнира Симону Халеп (6-1, 6-2). В четвертьфинале Свёнтек без проблем победила итальянку Мартину Тревизан (6-3, 6-1), выиграв 11 из 12 последних геймов матча. В полуфинале победила Надю Подорошку из Аргентины (6-2, 6-1) и впервые в карьере вышла в финал турнира Большого шлема, где обыграла американку Софию Кенин (6-4, 6-1). Победа Свёнтек примечательна не только тем, что она выиграла трофей, будучи несеянной, но и тем, что все матчи турнира она выиграла в двух сетах, проиграв в каждом матче не более 5 геймов. Кроме того, Свёнтек стала первым представителем Польши, победившим на турнире Большого шлема в одиночном разряде. Для Свёнтек эта победа стала первой в карьере на уровне WTA, ранее она лишь раз играла в финале. После турнира поднялась на высшую в карьере 17-ю строчку мирового рейтинга.
В женском парном разряде на Ролан Гаррос Свёнтек выступала вместе с Николь Мелихар из США. Пара дошла до полуфинала, не проиграв ни одного сета, но на этой стадии в упорной борьбе уступила Алексе Гуарачи и Дезире Кравчик — 6-7(5), 6-1, 4-6. Для Свёнтек это был второй в карьере турнир Большого шлема в парном разряде, ранее она доходила до второго раунда на Открытом чемпионате США 2019 года.

### 2021: два титула WTA, топ-10 мирового рейтинга по итогам сезона
На Открытом чемпионата Австралии Свёнтек продолжила свою победную серию матчей на турнирах Большого шлема. В первом круге Свёнтек, посеянная 15-й, обыграла Аранчу Рус (6-1, 6-3), а во втором выиграла у Камилы Джорджи (6-2, 6-4). В третьем круге была обыграна Фиона Ферро (6-4, 6-3), но в 4-м круге победную серию Свёнтек из 10 матчей и 21 сета на турнирах Большого шлема остановила Симона Халеп (3-6, 6-1, 6-4).
В конце февраля Свёнтек выиграла турнир WTA 500 в Аделаиде, не отдав в пяти матчах ни одного сета. В финале обыграла 12-ю ракетку мира Белинду Бенчич (6-2, 6-2).
В мае 2021 года Свёнтек выиграла турнир серии WTA 1000 в Риме. В финале Ига разгромила Каролину Плишкову со счётом 6-0 6-0.

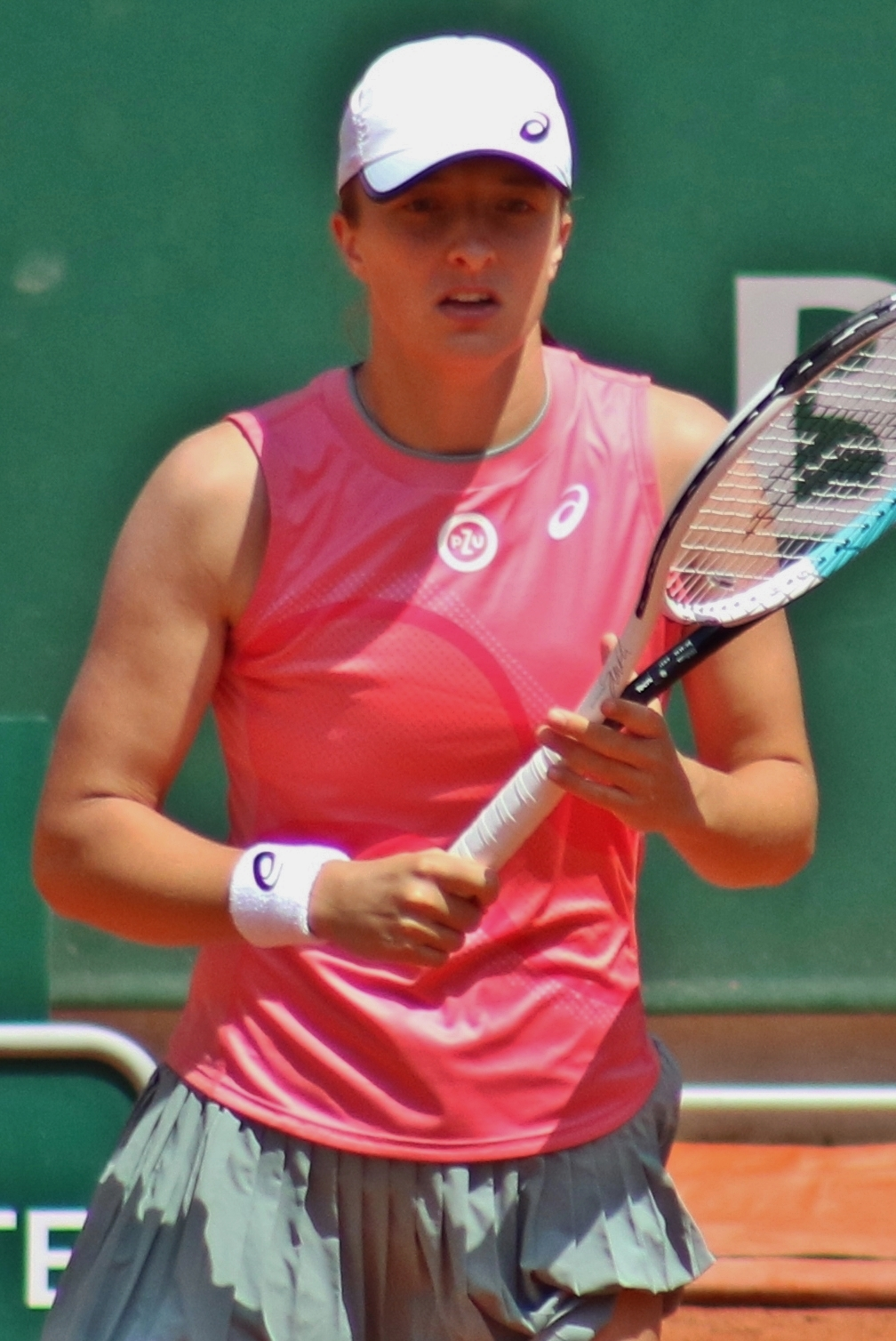
«Ролан Гаррос» 2021 года

На Открытом чемпионате Франции Свёнтек продолжила свою победную серию, выиграв ещё 4 матча в двух сетах. Были обыграны Кайя Юван (6-0, 7-5), Ребекка Петерсон (6-1, 6-1), Анетт Контавейт (7-6, 6-0), Марта Костюк (6-3, 6-4). В четвертьфинале победная серия из 22 выигранных подряд сетов в Париже была прервана Марией Саккари из Греции, которая обыграла Свёнтек со счётом 6-4, 6-4. При этом в парном разряде Свёнтек смогла выйти в финал с Бетани Маттек-Сандс, где они проиграли паре Крейчикова / Синякова. Благодаря этому Свёнтек впервые в карьере вошла в топ-50 парного рейтинга.
На Уимблдоне Свёнтек была посеяна под 7-м номером и впервые дошла до 4-го круга, уверенно выиграв три матча подряд, но затем уступила Онс Жабёр со счётом 7-5, 1-6, 1-6.
На Олимпийских играх в Токио Свёнтек была посеяна шестой в одиночном разряде и во втором круге проиграла испанке Пауле Бадосе со счётом 3-6, 6-7(4). В миксте Свёнтек играла в паре с Лукашем Куботом. Поляки во втором круге уступили паре Елена Веснина и Аслан Карацев (4-6, 4-6).
На Открытом чемпионате США польская теннисистка также была посеяна под 7-м номером и сумела дойти до 4-го круга, где уступила Белинде Бенчич со счётом 6-7(12) 3-6.
В ноябре на Итоговом турнире WTA в Мексике Свёнтек на групповой стадии проиграла Арине Соболенко и Марии Саккари, но победила Паулу Бадосу. В итоге Свёнтек не сумела выйти из группы. Сезон Свёнтек закончила на 9-м месте рейтинга.

### 2022: первая ракетка мира, рекордная серия побед, титулы во Франции и США

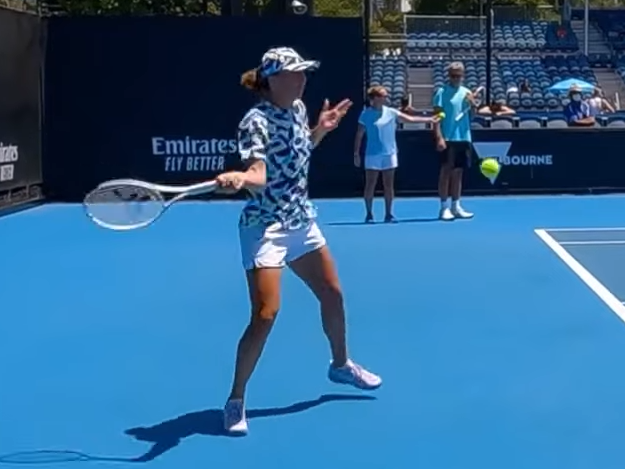
Свёнтек на Открытом чемпионате Австралии 2022 года

На Открытом чемпионате Австралии Свёнтек (седьмой номер посева) дошла до полуфинала, где достаточно уступила американке Даниэль Коллинз (4-6, 1-6).
В феврале началась победная серия Свёнтек. Она выиграла турнир серии WTA 1000 на харде в Дохе, разгромив в финале Анетт Контавейт (6-2, 6-0). За этим в начале весны последовали победы на хардовых турнирах WTA 1000 в Индиан-Уэлсе и Майами. При этом в Майами в шести матчах Свёнтек не проиграла ни одного сета и даже ни разу не играла тай-брейк. В финале Свёнтек разгромила бывшую первую ракетку мира Наоми Осаку — 6-4 6-0.
4 апреля 20-летняя Свёнтек впервые в карьере возглавила мировой рейтинг.
В апреле польская теннисистка выиграла турнир серии WTA в Штутгарте. Это была первая в карьере польки победа на турнире WTA в закрытом помещении. Победа в финале над Ариной Соболенко стала для Свёнтек 23-й подряд в сезоне. В этих 23 матчах полька уступила всего 5 сетов.
4 июня Свёнтек во второй раз стала победительницей Открытого чемпионата Франции, обыграв в финале со счётом 6-1 6-3 Кори Гауфф. Победа над Гауфф стала для Свёнтек 35-м выигранным матчем подряд, она повторила достижение Винус Уильямс по количеству побед подряд в XXI веке. В более юном возрасте более одной победы на Открытом чемпионате Франции одерживали только трое — Крис Эверт, Штеффи Граф и Моника Селеш.
После победы во Франции и до Уимблдонского турнира Свёнтек не выступала в официальных матчах. На британских кортах Свёнтек выиграла матчи первого и второго кругов, доведя свою рекордную серию побед до 37. В третьем круге серию Свёнтек оборвала француженка Ализе Корне (4-6, 2-6).
В конце июля на турнире WTA 250 в Варшаве кончилась и победная серия на грунте — в четвертьфинале Свёнтек проиграла француженке Каролин Гарсия (1-6, 6-1, 4-6).
Неудачи продолжились и на турнирах WTA 1000 в Торонто и Цинциннати, где Свёнтек оба раза проигрывала уже во втором матче.
Но на Открытом чемпионате США Ига сумела найти свою игру. В четвертьфинале польская теннисистка победила восьмую ракетку мира Джессику Пегулу (6-3, 7-6), а в полуфинале сломила сопротивление шестой ракетки мира Арины Соболенко (3-6, 6-1, 6-4). 10 сентября Ига выиграла турнир, победив в финале Онс Жабёр со счётом 6-2, 7-6(5).
В начале октября Свёнтек дошла до финала турнира WTA 500 в чешской Остраве, где за 3 часа и 17 минут проиграла Барборе Крейчиковой — 7-5, 6-7(4), 3-6. Этим поражением прервалась победная серия Свёнтек в финалах — с 2020 года она выиграла 10 решающих матчей подряд.

### 2023: третий титул на «Ролан Гаррос», победа на Итоговом турнире
На Открытом чемпионате Австралии польская теннисистка (первый номер посева) дошла только до четвёртого круга, где уступила 22-й сеянной на турнире Елене Рыбакиной (4-6, 4-6).
В середине февраля выиграла турнир WTA 500 в Катаре, разгромив в финале Джессику Пегулу (6-3, 6-0). В конце февраля вышла в финал турнира WTA 1000 в Дубае на харде, где проиграла Барборе Крейчиковой (4-6, 2-6).
В апреле выиграла грунтовый турнир WTA 500 в Штутгарте, в финале победив Арину Соболенко (6-3, 6-4). В начале мая дошла до финала турнира WTA 1000 на грунте в Мадриде, где уступила Арине Соболенко со счётом 3-6, 6-3, 3-6.

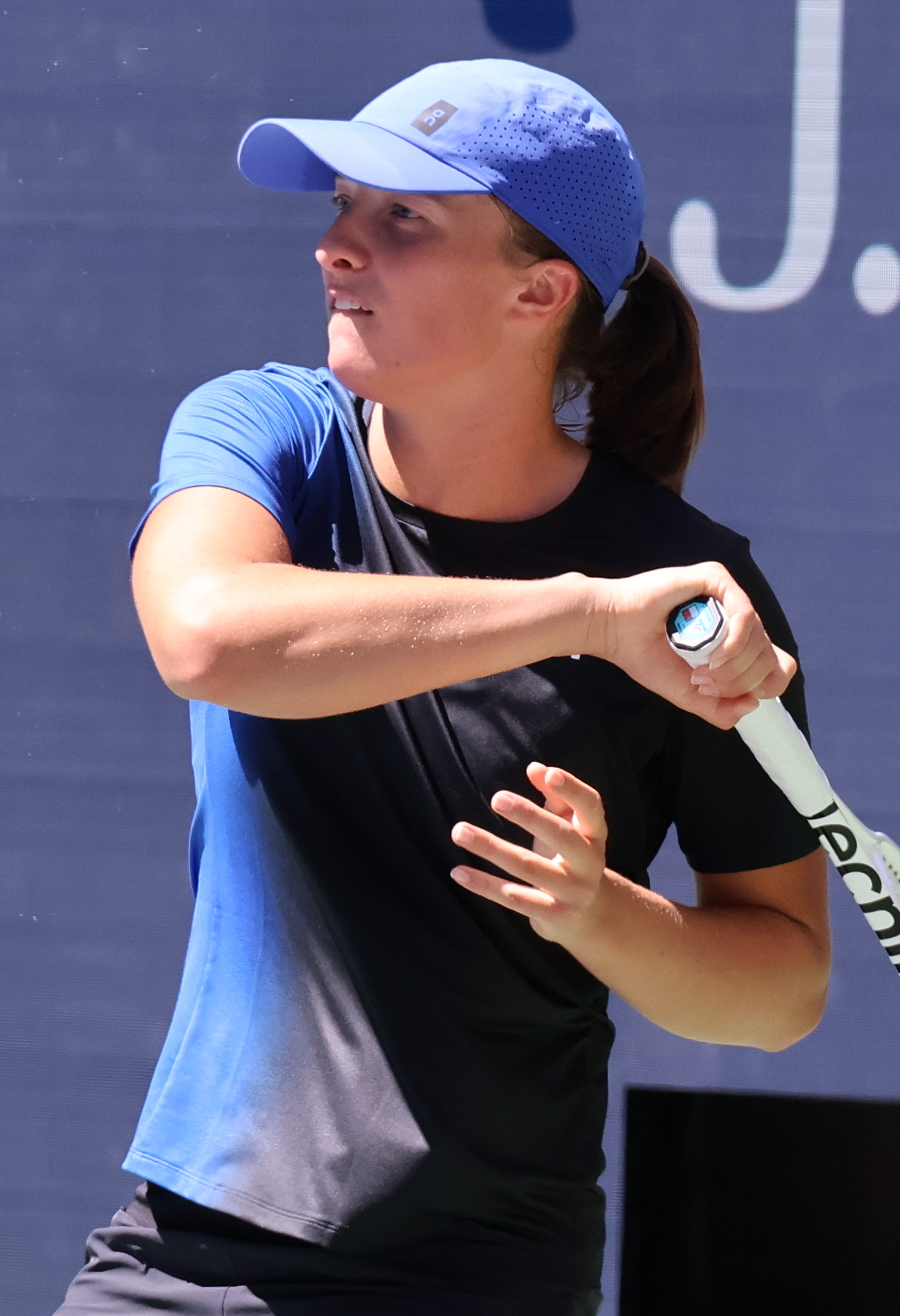
Открытый чемпионат США 2023 года

На Открытом чемпионате Франции в третий раз в карьере стала чемпионкой. До финала Ига не проиграла ни одного сета, а в третьем круге разгромила Ван Синьюй со счётом 6-0, 6-0. В финале Свёнтек переиграла Каролину Мухову со счётом 6-2, 5-7, 6-4.
На Уимблдоне Свёнтек была посеяна под первым номером и уверенно дошла до четвёртого круга, не отдав ни сета. На этой же стадии Свёнтек с трудом обыграла 14-ю сеянную Белинду Бенчич со счётом 6-7(4), 7-6(2), 6-3 и впервые в карьере вышла в 1/4 финала на этом турнире Большого шлема. В четвертьфинале Свёнтек проиграла Элине Свитолиной со счётом 5-7, 7-6(5), 2-6.
В конце июля выиграла турнир WTA 250 в Варшаве на харде, не отдав ни одного сета в пяти матчах и разгромив в финале Лауру Зигемунд со счётом 6-0, 6-1. Это был 15-й в карьере Свёнтек титул на турнирах WTA и первый уровня WTA 250.
В августе на турнире серии WTA 1000 в Монреале Свёнтек в полуфинале уступила третьей ракетке мира Джессике Пегуле — 2-6, 7-6(4), 4-6. Вслед за этим дошла до полуфинала турнира WTA 1000 в Цинциннати, где проиграла седьмой ракетке мира Кори Гауфф — 6-7(2), 6-3, 4-6.
На Открытом чемпионате США Свёнтек была посеяна под первым номером и в четвёртом раунде проиграла в трёх сетах Елене Остапенко (6-3, 3-6, 1-6). Свёнтек 15-й раз подряд дошла как минимум до третьего круга турнира Большого шлема. По итогам турнира уступила первую строчку в рейтинге Арине Соболенко, пробыв первой ракеткой мира 75 недель.
В октябре выиграла турнир WTA 1000 на харде в Пекине, в шести матчах Свёнтек проиграла только один сет. В финале полька разгромила 22-ю ракетку мира Людмилу Самсонову со счётом 6-2, 6-2. Это был шестой титул WTA 1000 в карьере Свёнтек и первый в 2023 году.
На Итоговом турнире WTA в Канкуне Свёнтек выиграла пять матчей из пяти, все победы были одержаны в двух сетах. 3 из 10 сетов закончились со счётом 6-0 в пользу Свёнтек. В полуфинале Свёнтек прошла первую ракетку мира Арину Соболенко (6-3, 6-2), а в финале отдала всего один гейм Джессике Пегуле (6-1, 6-0). 13-геймовый финал стал самым скоротечным титульным матчем за всю историю Итоговых турниров WTA. Благодаря успеху в Канкуне Свёнтек вернула себе лидерство в рейтинге и второй раз подряд закончила год первой ракеткой мира.

### 2024: четвёртый титул на «Ролан Гаррос», олимпийская бронза
В начале года Свёнтек дошла до финала United Cup, победив во всех пяти одиночных матчах, но проиграла с Хубертом Хуркачем парную встречу команде Германии со счётом 4-6, 7-5, 0-1.
На Открытом чемпионате Австралии уступила в третьем круге Линде Носковой (6-3, 3-6, 4-6).
В феврале защитила титул в Дохе, в финале переиграв Елену Рыбакину (7-6(8), 6-2). На турнире WTA 1000 в Дубае дошла до полуфинала, уступив Анне Калинской (4-6, 4-6).
В марте победила на турнире WTA 1000 в Индиан-Уэлсе, в финале обыграв Марию Саккари (6-4, 6-0). На следующем турнире в Майами выбыла в четвёртом круге, не справившись с Екатериной Александровой (4-6, 2-6).
В апреле не смогла защитить грунтовый титул WTA 500 в Штутгарте, проиграв в полуфинале Елене Рыбакиной (3-6, 6-4, 3-6). На турнире WTA 1000 в Мадриде в затяжном матче победила в финале Арину Соболенко, уйдя с трёх матчболов (7-5, 4-6, 7-6(7)). В середине мая выиграла турнир WTA 1000 в Риме, на этот раз превзойдя Соболенко (6-2, 6-3).
На Открытом чемпионате Франции, защищая титул, во втором круге ушла с матчбола с Наоми Осакой, с трудом переиграв её со счётом 7-6(1), 1-6, 7-5. Далее Свёнтек уверенно побеждала соперниц вплоть до финала, в котором разгромила Жасмин Паолини (6-2, 6-1). Это была четвёртая победа польки на парижских кортах и третья подряд. Этот финал стал для Свёнтек девятым подряд выигранным на турнирах WTA.
На Уимблдоне в третьем круге проиграла Юлии Путинцевой (6-3 1-6 2-6).
На Олимпийских играх в Париже, проходивших на кортах «Ролан Гаррос», завоевала бронзовую медаль в одиночном разряде, в матче за третье место победив Анну Каролину Шмидлову со счётом 6-2, 6-1. Это была первая в истории олимпийская медаль Польши в теннисе.
На турнире WTA 1000 в Цинциннати дошла до полуфинала, где уступила будущей чемпионке Арине Соболенко (3-6 3-6). Свёнтек впервые не сумела взять ни одного сета в матче против Соболенко.
На Открытом чемпионате США проиграла в четвертьфинале будущей финалистке Джессике Пегуле (2-6, 4-6).
Во взятой в августе 2024 года допинг-пробе Свёнтек был обнаружен запрещённый триметазидин. В результате расследования было выявлено, что источником вещества было загрязнённое регулируемое нерецептурное лекарство. Свёнтек была временно отстранена от соревнований на месяц и лишена призовых с турнира в Цинциннати, который проходил после взятия пробы.
21 октября уступила первое место в рейтинге Арине Соболенко.
После Открытого чемпионата США была допущена до соревнований уже на Итоговом турнира WTA в Эр-Рияде в начале ноября. На групповой стадии Свёнтек проиграла Кори Гауфф, а затем победила Дарью Касаткину и Барбору Крейчикову и не сумела выйти в полуфинал. Завершила год на втором месте в рейтинге (первой стала Арина Соболенко).

### 2025: полуфинал в Австралии и победа на Уимблдоне
В начале года выступила на United Cup в Австралии, сыграв пять матчей — 4 победы и 1 поражение (от Кори Гауфф).
На Открытом чемпионате Австралии очень уверенно дошла до полуфинала, отдав в сумме всего 14 геймов в 5 выигранных матчах. В полуфинале Свёнтек уступила 14-й ракетке мира Мэдисон Киз со счётом 7-5, 1-6, 6-7(8). В третьем сете Свёнтек не реализовала матчбол на своей подаче при счёте 6-5, а на супертай-брейке упустила приемущество 7-5 и 8-7. За матч Свёнтек сделала 7 двойных ошибок при 0 эйсов. Для Свёнтек это был второй в карьере полуфинал в Австралии после 2022 года.
В феврале дошла до полуфинала турнира WTA 1000 в Дохе, где проиграла 37-й ракетке мира Елена Остапенко (3-6, 1-6). Вслед за этим на турнире WTA 1000 в Дубае проиграла в четвертьфинале Мирре Андреевой (3-6, 3-6). В марте вновь проиграла Андреевой, на этот раз в полуфинале турнира WTA 1000 в Индиан-Уэлс. На турнире WTA 1000 в Майами проиграла в четвертьфинале 140-й ракетке мира Александре Эале.
На Уимблдонском турнире в июне-июле 2025 года Ига Швентек была посеяна под 8-м номером и уверенно прошла по турнирной сетке до финала, отдав сопернице во втором круге только один сет, в остальных матчах полька уверенно обыграла соперниц  в двух сетах. В полуфинале 5-кратная победительница турниров "Большого шлема" Ига разгромила швейцарку Белинду Бенчич и впервые в карьере вышла в финал травяного турнира, где со счетом 6-0, 6-0 одержала победу над американкой Амандой Анисимовой. Таким образом, Ига стала первой в истории представительницей Польши, выигравшей Уимблдонский турнир,а также первой теннисисткой в Открытой эре, которой удалось победить в финале Уимблдона, не отдав сопернице ни единого гейма.По итогам турнира Ига стала третьей ракеткой мира в текущем рейтинге WTA.

## Итоговое место в рейтинге WTA по годам
| Год  | Одиночный рейтинг | Парный рейтинг |
| ---- | ----------------- | -------------- |
| 2024 | 2                 | -              |
| 2023 | 1                 | -              |
| 2022 | 1                 | -              |
| 2021 | 9                 | 41             |
| 2020 | 17                | 75             |
| 2019 | 61                | 453            |
| 2018 | 175               | 1 097          |
| 2017 | 690               |                |
| 2016 | 903               |                |

## Выступления на турнирах

### Финалы турниров Большого шлема в одиночном разряде (6)

#### Победы (6)
| №  | Год  | Турнир                         | Покрытие | Соперница в финале | Счёт        |
| 1. | 2020 | Открытый чемпионат Франции     | Грунт    | София Кенин        | 6-4 6-1     |
| 2. | 2022 | Открытый чемпионат Франции (2) | Грунт    | Кори Гауфф         | 6-1 6-3     |
| 3. | 2022 | Открытый чемпионат США         | Хард     | Онс Жабёр          | 6-2 7-6(5)  |
| 4. | 2023 | Открытый чемпионат Франции (3) | Грунт    | Каролина Мухова    | 6-2 5-7 6-4 |
| 5. | 2024 | Открытый чемпионат Франции (4) | Грунт    | Жасмин Паолини     | 6-2 6-1     |
| 6. | 2025 | Уимблдон                       | Трава    | Аманда Анисимова   | 6-0 6-0     |

### Финалы Итоговых турнировWTAв одиночном разряде (1)

#### Победа (1)
| №  | Год  | Турнир          | Покрытие | Соперница в финале | Счёт    |
| 1. | 2023 | Канкун, Мексика | Хард     | Джессика Пегула    | 6-1 6-0 |

### Финалы турнировWTAв одиночном разряде (28)

#### Победы (23)
| Легенда:                    |
| --------------------------- |
| Турниры Большого шлема (6)  |
| Олимпиада (0)               |
| Итоговый турнир WTA (1)     |
| Premier Mandatory (3)       |
| Premier 5 / WTA 1000 (7)    |
| Premier / WTA 500 (5)       |
| International / WTA 250 (1) |

| Титулы по покрытиям | Титулы по месту проведения матчей турнира |
| ------------------- | ----------------------------------------- |
| Хард (11)           | Зал (2)                                   |
| Грунт (11)          | Зал (2)                                   |
| Трава (1)           | Открытый воздух (21)                      |
| Ковёр (0)           | Открытый воздух (21)                      |

| №   | Дата             | Турнир                         | Покрытие    | Соперница в финале | Счёт           |
| 1.  | 10 октября 2020  | Открытый чемпионат Франции     | Грунт       | София Кенин        | 6-4 6-1        |
| 2.  | 27 февраля 2021  | Аделаида, Австралия            | Хард        | Белинда Бенчич     | 6-2 6-2        |
| 3.  | 16 мая 2021      | Рим, Италия                    | Грунт       | Каролина Плишкова  | 6-0 6-0        |
| 4.  | 26 февраля 2022  | Доха, Катар                    | Хард        | Анетт Контавейт    | 6-2 6-0        |
| 5.  | 20 марта 2022    | Индиан-Уэлс, США               | Хард        | Мария Саккари      | 6-4 6-1        |
| 6.  | 2 апреля 2022    | Майами, США                    | Хард        | Наоми Осака        | 6-4 6-0        |
| 7.  | 24 апреля 2022   | Штутгарт, Германия             | Грунт (зал) | Арина Соболенко    | 6-2 6-2        |
| 8.  | 15 мая 2022      | Рим, Италия (2)                | Грунт       | Онс Жабёр          | 6-2 6-2        |
| 9.  | 4 июня 2022      | Открытый чемпионат Франции (2) | Грунт       | Кори Гауфф         | 6-1 6-3        |
| 10. | 10 сентября 2022 | Открытый чемпионат США         | Хард        | Онс Жабёр          | 6-2 7-6(5)     |
| 11. | 16 октября 2022  | Сан-Диего, США                 | Хард        | Донна Векич        | 6-3 3-6 6-0    |
| 12. | 18 февраля 2023  | Доха, Катар (2)                | Хард        | Джессика Пегула    | 6-3 6-0        |
| 13. | 23 апреля 2023   | Штутгарт, Германия (2)         | Грунт (зал) | Арина Соболенко    | 6-3 6-4        |
| 14. | 10 июня 2023     | Открытый чемпионат Франции (3) | Грунт       | Каролина Мухова    | 6-2 5-7 6-4    |
| 15. | 30 июля 2023     | Варшава, Польша                | Грунт       | Лаура Зигемунд     | 6-0 6-1        |
| 16. | 8 октября 2023   | Пекин, Китай                   | Хард        | Людмила Самсонова  | 6-2 6-2        |
| 17. | 6 ноября 2023    | Итоговый турнир WTA            | Хард        | Джессика Пегула    | 6-1 6-0        |
| 18. | 17 февраля 2024  | Доха, Катар (3)                | Хард        | Елена Рыбакина     | 7-6(8) 6-2     |
| 19. | 17 марта 2024    | Индиан-Уэлс, США (2)           | Хард        | Мария Саккари      | 6-4 6-0        |
| 20. | 4 мая 2024       | Мадрид, Испания                | Грунт       | Арина Соболенко    | 7-5 4-6 7-6(7) |
| 21. | 18 мая 2024      | Рим, Италия (3)                | Грунт       | Арина Соболенко    | 6-2 6-3        |
| 22. | 8 июня 2024      | Открытый чемпионат Франции (4) | Грунт       | Жасмин Паолини     | 6-2 6-1        |
| 23. | 12 июля 2025     | Уимблдон                       | Трава       | Аманда Анисимова   | 6-0 6-0        |

#### Поражения (5)
| №  | Дата            | Турнир                            | Покрытие | Соперница в финале | Счёт           |
| 1. | 14 апреля 2019  | Лугано, Швейцария                 | Грунт    | Полона Херцог      | 3-6 6-3 3-6    |
| 2. | 9 октября 2022  | Острава, Чехия                    | Хард     | Барбора Крейчикова | 7-5 6-7(4) 3-6 |
| 3. | 25 февраля 2023 | Дубай, ОАЭ                        | Хард     | Барбора Крейчикова | 4-6 2-6        |
| 4. | 6 мая 2023      | Мадрид, Испания                   | Грунт    | Арина Соболенко    | 3-6 6-3 3-6    |
| 5. | 28 июня 2025    | Бад-Хомбург-фор-дер-Хёэ, Германия | Трава    | Джессика Пегула    | 4-6 5-7        |

### Финалы турнировITFв одиночном разряде (7)

#### Победы (7)
| Легенда:                 |
| ------------------------ |
| 100.000 USD (0)          |
| 80.000 (75.000)* USD (0) |
| 60.000 (50.000)* USD (2) |
| 25.000 USD (1)           |
| 15.000 (10.000)* USD (4) |

* призовой фонд до 2017 года
| Титулы по покрытиям | Титулы по месту проведения матчей турнира |
| ------------------- | ----------------------------------------- |
| Хард (2)            | Зал (2)                                   |
| Грунт (5+1)         | Зал (2)                                   |
| Трава (0)           | Открытый воздух (5)                       |
| Ковёр (0)           | Открытый воздух (5)                       |

| №  | Дата            | Турнир               | Покрытие    | Соперница в финале  | Счёт        |
| 1. | 30 октября 2016 | Стокгольм, Швеция    | Хард (зал)  | Лаура-Йоана Паар    | 6-4 6-3     |
| 2. | 19 февраля 2017 | Бергамо, Италия      | Грунт (зал) | Мартина ди Джузеппе | 6-4 3-6 6-3 |
| 3. | 7 мая 2017      | Дьёр, Венгрия        | Грунт       | Габриэла Горачкова  | 6-2 6-2     |
| 4. | 25 февраля 2018 | Шарм-эш-Шейх, Египет | Хард        | Бритт Гёкенс        | 6-3 6-1     |
| 5. | 15 апреля 2018  | Пелем, США           | Грунт       | Элли Кик            | 6-2 6-0     |
| 6. | 2 сентября 2018 | Будапешт, Венгрия    | Грунт       | Катарина Завацкая   | 6-2 6-2     |
| 7. | 9 сентября 2018 | Монтрё, Швейцария    | Грунт       | Кимберли Циммерман  | 6-2 6-2     |

### Финалы турниров Большого шлема в парном разряде (1)

#### Поражение (1)
| №  | Год  | Турнир                     | Покрытие | Партнёр             | Соперники в финале                   | Счёт    |
| 1. | 2021 | Открытый чемпионат Франции | Грунт    | Бетани Маттек-Сандс | Барбора Крейчикова Катерина Синякова | 4-6 2-6 |

### Финалы турнировWTAв парном разряде (1)

#### Поражение (1)
| №  | Дата         | Турнир                     | Покрытие | Партнёрша           | Соперницы в финале                   | Счёт    |
| 1. | 13 июня 2021 | Открытый чемпионат Франции | Грунт    | Бетани Маттек-Сандс | Барбора Крейчикова Катерина Синякова | 4-6 2-6 |

### Финалы турнировITFв парном разряде (1)

#### Поражение (1)
| №  | Дата            | Турнир               | Покрытие | Партнёрша       | Соперницы в финале             | Счёт    |
| 1. | 18 февраля 2018 | Шарм-эш-Шейх, Египет | Хард     | Констанц Штепан | Анна Моргина Валерия Соловьёва | 4-6 2-6 |

### Финалы командных турниров (2)

#### Поражения (2)
| №  | Год  | Турнир         | Команда                                                                                  | Соперник в финале                                                              | Счёт |
| 1. | 2024 | United Cup     | Польша · Я. Зелиньский, К. Кава, Д. Михальский, К. Питер, И. Свёнтек, Х. Хуркач          | Германия · К. Венельт, А. Зверев, Л. Зигемунд, А.Кербер, Т. Мария, М. Мартерер | 1-2  |
| 2. | 2025 | United Cup (2) | Польша · Я. Зелиньский, К. Майхшак, М. Хвалиньская, А. Росольская, И. Свёнтек, Х. Хуркач | США · Т. Фриц, К. Гауфф, Д. Кудла, Д. Коллинз, Р. Галлоуэй, Д. Кравчик         | 0-2  |

## История выступлений на турнирах
По состоянию на 14 июля 2025 года
Для того, чтобы предотвратить неразбериху и удваивание счета, информация в этой таблице корректируется только по окончании участия там данного игрока.
| Турнир                       | 2019  | 2020          | 2021          | 2022          | 2023  | 2024  | 2025  | Итог    | В/П за карьеру |
| ---------------------------- | ----- | ------------- | ------------- | ------------- | ----- | ----- | ----- | ------- | -------------- |
| Турниры Большого шлема       |       |               |               |               |       |       |       |         |                |
| Открытый чемпионат Австралии | 2Р    | 4Р            | 4Р            | 1/2           | 4Р    | 3Р    | 1/2   | 0 / 7   | 22-7           |
| Открытый чемпионат Франции   | 4Р    | П             | 1/4           | П             | П     | П     | 1/2   | 4 / 7   | 40-3           |
| Уимблдонский турнир          | 1Р    | НП            | 4Р            | 3Р            | 1/4   | 3Р    | П     | 1 / 6   | 18-5           |
| Открытый чемпионат США       | 2Р    | 3Р            | 4Р            | П             | 4Р    | 1/4   |       | 1 / 6   | 20-5           |
| Итог                         | 0 / 4 | 1 / 3         | 0 / 4         | 2 / 4         | 1 / 4 | 1 / 4 | 1 / 3 | 6 / 26  |                |
| В/П в сезоне                 | 5-4   | 12-2          | 13-4          | 21-2          | 17-3  | 15-3  | 17-2  |         | 100-20         |
| Итоговые турниры             |       |               |               |               |       |       |       |         |                |
| Итоговый турнир WTA          | -     | НП            | Гр            | 1/2           | П     | Гр    |       | 1 / 4   | 11-4           |
| Олимпийские игры             |       |               |               |               |       |       |       |         |                |
| Летняя олимпиада             | НП    | НП            | 2Р            | НП            | НП    | III   | НП    | 0 / 2   | 6-2            |
| Турниры WTA 1000             |       |               |               |               |       |       |       |         |                |
| Доха                         | ОС    | 2Р            | ОС            | П             | ОС    | П     | 1/2   | 2 / 4   | 13-2           |
| Дубай                        | -     | ОС            | 3Р            | ОС            | Ф     | 1/2   | 1/4   | 0 / 4   | 9-4            |
| Индиан-Уэлс                  | К     | НП            | 4Р            | П             | 1/2   | П     | 1/2   | 2 / 5   | 22-3           |
| Майами                       | К     | НП            | 3Р            | П             | -     | 4Р    | 1/4   | 1 / 4   | 12-3           |
| Мадрид                       | -     | НП            | 3Р            | -             | Ф     | П     | 1/2   | 1 / 4   | 17-3           |
| Рим                          | -     | 1Р            | П             | П             | 1/4   | П     | 3Р    | 3 / 6   | 21-3           |
| Монреаль / Торонто           | 3Р    | НП            | -             | 3Р            | 1/2   | -     |       | 0 / 3   | 6-3            |
| Цинциннати                   | 2Р    | 1Р            | 2Р            | 3Р            | 1/2   | 1/2   |       | 0 / 6   | 8-6            |
| Пекин                        | -     | Не проводился | Не проводился | Не проводился | П     | -     |       | 1 / 1   | 6-0            |
| Итог                         | 0 / 2 | 0 / 3         | 1 / 6         | 4 / 6         | 1 / 7 | 4 / 7 | 0 / 6 | 10 / 37 |                |
| В/П в сезоне                 | 3-2   | 1-3           | 12-5          | 24-2          | 27-6  | 30-3  | 17-6  |         | 114-27         |

| Турнир                     | 2019  | 2020  | 2021  | Итог  | В/П за карьеру |
| -------------------------- | ----- | ----- | ----- | ----- | -------------- |
| Турниры Большого шлема     |       |       |       |       |                |
| Открытый чемпионат Франции | -     | 1/2   | Ф     | 0 / 2 | 9-2            |
| Открытый чемпионат США     | 2Р    | -     | -     | 0 / 1 | 1-1            |
| Итог                       | 0 / 1 | 0 / 1 | 0 / 1 | 0 / 3 |                |
| В/П в сезоне               | 1-1   | 4-1   | 5-1   |       | 10-3           |
| Турниры WTA 1000           |       |       |       |       |                |
| Индиан-Уэлс                | -     | НП    | 2Р    | 0 / 1 | 1-1            |
| Майами                     | -     | -     | 1/2   | 0 / 1 | 3-1            |
| Мадрид                     | -     | НП    | 2Р    | 0 / 1 | 1-1            |
| Цинциннати                 | -     | 1/2   | 1/4   | 0 / 2 | 5-2            |
| Итог                       | 0 / 0 | 0 / 1 | 0 / 4 | 0 / 5 |                |
| В/П в сезоне               | 0-0   | 3-1   | 7-4   |       | 10-5           |

| Турнир                       | 2019  | 2020  | 2021  | Итог  | В/П за карьеру |
| ---------------------------- | ----- | ----- | ----- | ----- | -------------- |
| Турниры Большого шлема       |       |       |       |       |                |
| Открытый чемпионат Австралии | 2Р    | 1/4   | 2Р    | 0 / 3 | 4-3            |
| Итог                         | 0 / 1 | 0 / 1 | 0 / 1 | 0 / 3 |                |
| В/П в сезоне                 | 1-1   | 2-1   | 1-1   |       | 4-3            |
| Олимпийские игры             |       |       |       |       |                |
| Летняя олимпиада             | НП    | НП    | 1/4   | 0 / 1 | 1-1            |

## История личных встреч
| Соперница          | Все матчи | Финалы |                   |
| ------------------ | --------- | ------ | ----------------- |
| Арина Соболенко    | 0-0       | 0-0    | юниорские турниры |
| Арина Соболенко    | 8-5       | 4-1    | взрослые турниры  |
| Елена Рыбакина     | 0-0       | 0-0    | юниорские турниры |
| Елена Рыбакина     | 4-4       | 1-0    | взрослые турниры  |
| Елена Остапенко    | 0-0       | 0-0    | юниорские турниры |
| Елена Остапенко    | 0-6       | 0-0    | взрослые турниры  |
| Кори Гауфф         | 0-0       | 0-0    | юниорские турниры |
| Кори Гауфф         | 11-3      | 1-0    | взрослые турниры  |
| Джессика Пегула    | 0-0       | 0-0    | юниорские турниры |
| Джессика Пегула    | 6-4       | 2-1    | взрослые турниры  |
| Барбора Крейчикова | 0-0       | 0-0    | юниорские турниры |
| Барбора Крейчикова | 3-2       | 0-2    | взрослые турниры  |

## Награды
- Рыцарский крест ордена Возрождения Польши (2024)[47]
- Золотой «Крест Заслуги» (2020) «за спортивные достижения и продвижение Польши на международной арене»[48]